# Dekabristy
Dekabristy (ryska: Декабристы) är en sovjetisk stumfilm från 1926, regisserad av Aleksandr Ivanovskij. Filmen utspelar sig under dekabristupproret och spelades in i Leningrad till upprorets hundraårsjubileum. 

## Rollista
- Vladimir Maksimov – Alexander I
- Jevgenij Boronichin – Nikolaj I
- Varvara Annenkova – Praskovja Annenkova (Pauline Geuble)
- Boris Tamarin – Ivan Aleksandrovitj Annenkov
- Tamara Godlevskaja – Jekaterina Ivanovna Trubetskaja
- Eduard Ioganson